# ケース・スタディ・ハウス
ケース・スタディ・ハウスは、雑誌『アーツ・アンド・アーキテクチュア』のスポンサーで行われた実験的住宅建築プログラムである。

## 概要
リチャード・ノイトラ、ラファエル・ソリアーノ、クレイグ・エルウッド、チャールズ・イームズ・アンド・レイ・イームズ、ピエール・コーニッグ、エーロ・サーリネンら、当時において著名な建築家に依頼し、第二次世界大戦後の住宅需要に備え、経済的、効率的かつ複製可能な設計・施工モデルを模索するものであった。
プログラムは1945年から1966年にわたって実行された。1948年までに建設された最初の6棟には、35万人以上もの来訪者があった。その多くがロサンゼルスに、数件がサンフランシスコのベイエリアに、一件がアリゾナ州フェニックスに建設されたが、未施工のデザインもある。
建築写真家ジュリアス・シュルマンの作品によって、その存在が全世界に知らしめられた。

## 一覧

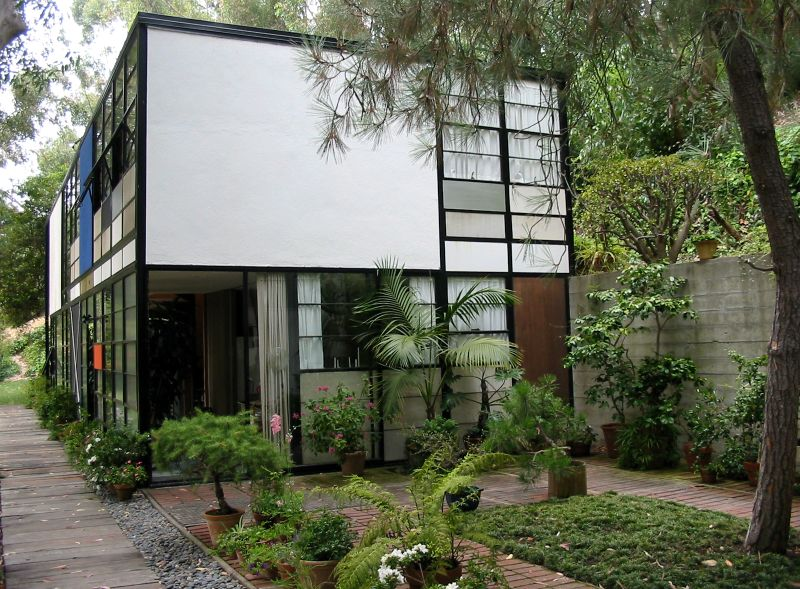
ケース・スタディ・ハウスNo.8　イームズ邸

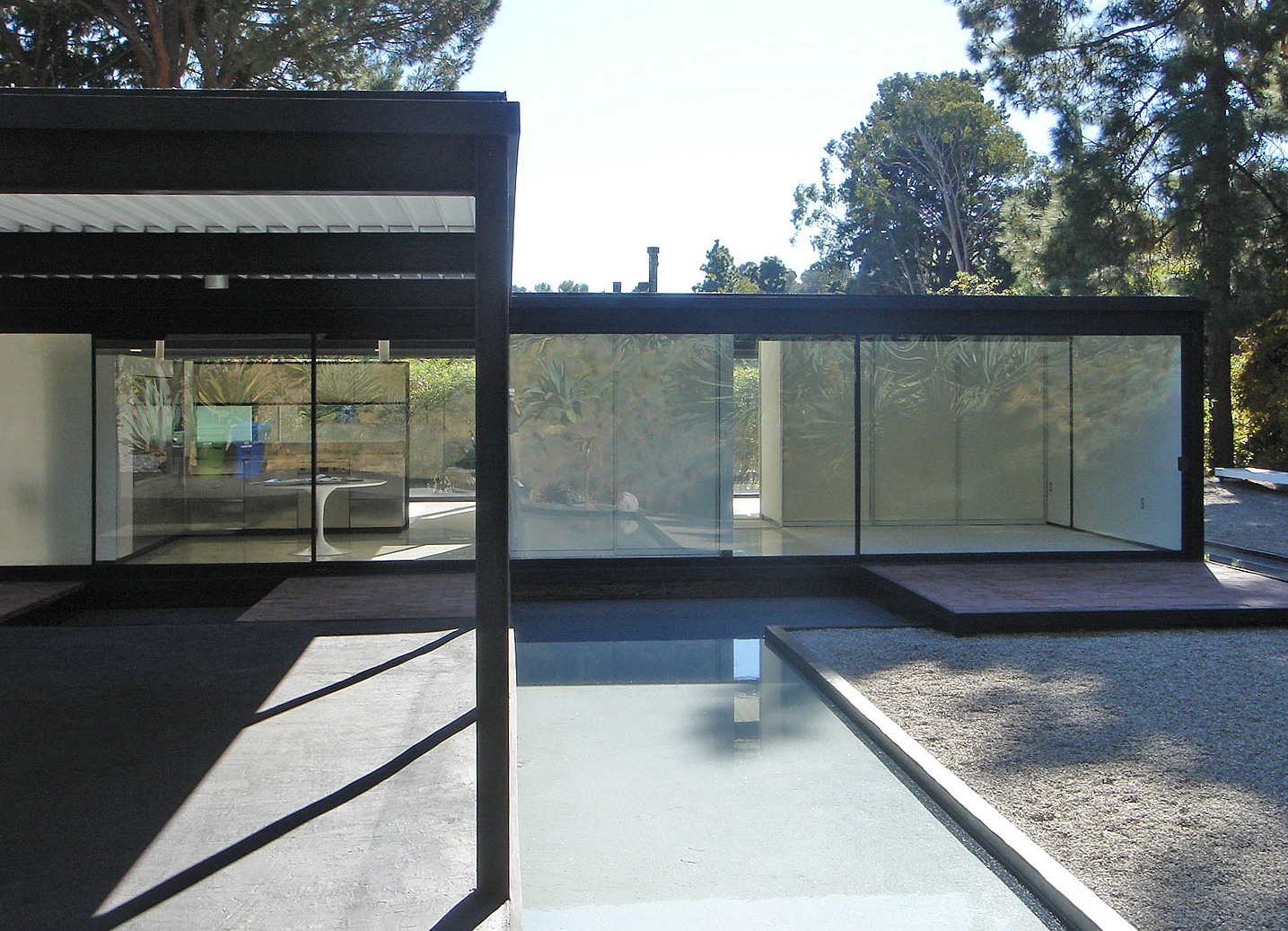
ケース・スタディ・ハウスNo.21　ベイリー邸

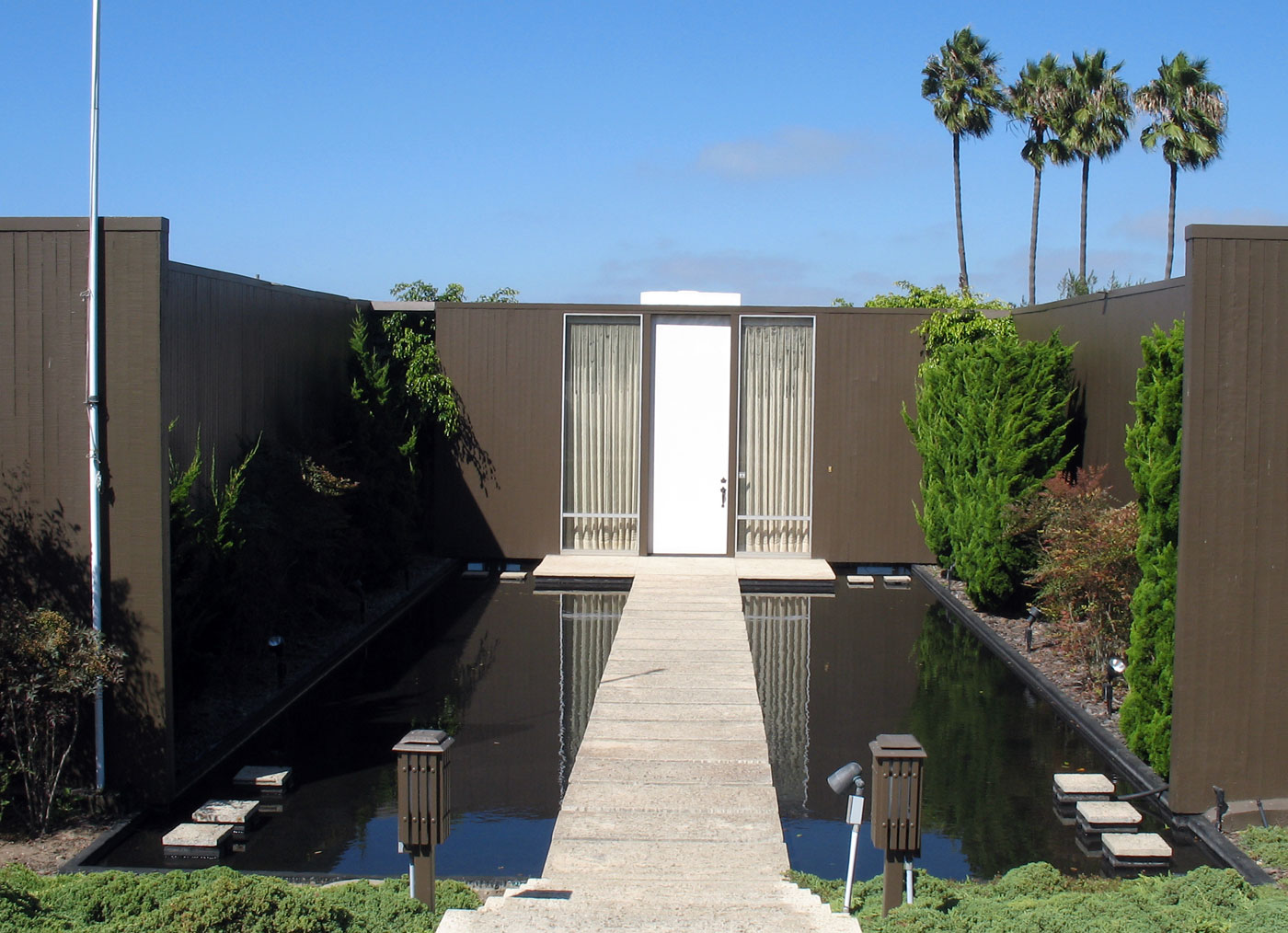
ケース・スタディ・ハウスNo.23　リサーチハウス

No.16から20の各番号については、原因不明の理由によって二度割り当てられている。もともと#16から18は、ロドニー・A・ウォーカーによって設計、施工された。
- #1 ジュリアス・ラルフ・デビッドソン設計　ノース・ハリウッド　（エスター・マッコイの著作によると、1946年ロサンゼルス西部に建てられたものがオリジナルであり、ノース・ハリウッドに現存するのはその2年後に建てられた複製である。）
- #2 サムナー・スポルディング、ジョン・レックス設計、1947年（アーカダに改変を加えたものが建てられた。）
- #3 ウィリアム・ワースター、セオドア・ベルナルディ設計、1949年（ブレントウッド、パシフィック・パリセーズ）
- #4 ラルフ・ラプソン設計、グリーンベルトハウス（未施工。2003年にプレファブのラプソン・グリーンベルトとして再設計された。）
- #5 ホイットニー・R・スミス設計（未施工）
- #6 リチャード・ノイトラ設計（未施工）
- #7 ソーントン・アベル設計　、1948年（サン・ガブリールに改変を加えて建設。）
- #8 チャールズ・アンド・レイ・イームズ設計　イームズ邸、1949年
- #9 チャールズ・イームズ、エーロ・サーリネン設計　エンテンザ邸、1949年
- #10 ケンパー・ノムランド親子設計、自邸、1947年（パサデナ）
- #11 ジュリアス・ラルフ・デビッドソン
- #15 ジュリアス・ラルフ・デビッドソン、1946年
- #16 クレイグ・エルウッド設計　ザルツマン邸、1947年（A&A誌上においては、「Case Study House 1953」と表記され、番号が付けられていない。）
- #17 クレイグ・エルウッド設計　ホフマン邸、1947年
- #18 クレイグ・エルウッド設計　フィールズ邸、1948年
- #19 ドン・クノール設計（未施工）
- #20 バフ・シュトラウプ・アンド・ヘンスマン事務所 設計　ソール・バス邸、1948年（#20をリチャード・ノイトラ設計　ベイリー邸とする文献もある。）
- #21 ピエール・コーニッグ設計　ベイリー邸、1956-58年
- #22 ピエール・コーニッグ設計　スタール邸、1960年
- #23 エドワード・H・フィケット設計　リサーチハウス：1971 (TCH-100)
- #24 A・クインシー・ジョーンズ（クインシー・ジョーンズとは別人）、フレデリック・E・エモンズ設計
- #25 エドワード・キリングスワース、ブレイディ・アンド・スミス事務所設計、フランク邸、1962年、ネイプルズ
- #26 デヴィッド（ビバリー）・ソーン設計　サンラファエル
- #27 キャンプベル・アンド・ウォン設計（未施工）
- #28 バフ・ヘンセン・アンド・アソシエイツ事務所設計（#28を、3住戸からなるアル・ビードル邸（アリゾナ州フェニックス）とする文献もある。この建築は、ケース・スタディ・アパートメント　#1　として知られているものである。）
- ケース・スタディ・アパートメント　#2　（未施工）キリングスワース・ブレイディ・アンド・アソシエイツ事務所設計

他に、ラファエル・ソリアーノ（ケース・スタディ・ハウス1950）や、ロドニー・A・ウォーカーらが参加した。

## 大和ハウスのケーススタディハウス
大和ハウス工業は、「暮らしごこちデザインプロジェクト」の一環として同名のモデルハウスを展開しているが、上記のプロジェクトとの関連性については、一切触れていない。